# Bol.com
bol.com b.v. ist eine niederländische Internetbuchhandlung mit Geschäftssitz in Utrecht. Sie startete 1999 und ist heute nach eigenen Angaben der größte Online-Buchhändler in den Niederlanden.
Es werden nach eigenen Angaben 1,5 Millionen niederländische und englischsprachige Buchtitel, CDs, DVDs, Videos, Software und Spiele angeboten. Seit 2005 werden auch gebrauchte Bücher angeboten.
Im Geschäftsjahr 2007 wurde ein Umsatz von 171 Millionen Euro erwirtschaftet, was eine Umsatzsteigerung zum Vorjahr um 60 % darstellte. Allein 2007 wurden acht Millionen Bücher, CDs, DVDs, Software oder Kleinelektronik verkauft. Seit dem Start wurden nach eigenen Angaben über 17 Millionen Bücher über bol.com bestellt (Stand Ende 2008). Im Jahr 2008 erzielte bol.com einen Umsatz von 224 Millionen Euro und hatte rund zwei Millionen Kunden. Inzwischen macht bol.com einen Umsatz von 2,1 Mrd. Euro (Geschäftsjahr 2018).

## Geschichte
Das Unternehmen bol (der Name erinnert einerseits an den ursprünglichen Firmennamen B.O.L. als Kürzel für Bertelsmann Online, andererseits handelt es sich um das niederländische Wort für „Kugel“) wurde 1999 vom Bertelsmann-Konzern gegründet und gehörte zu dessen Sparte DirectGroup. Aufgrund starker operativer Verluste musste diese Sparte restrukturiert und defizitäre Beteiligungen abgestoßen werden. Nachdem bereits zuvor die deutsche Landesgesellschaft von bol geschlossen und später veräußert worden war, kaufte im Sommer 2003 unter Leitung des Weltbild-Managers Klaus Driever ein Gemeinschaftsunternehmen der Holtzbrinck networXs GmbH (Risikokapital-Gesellschaft der deutschen Verlagsgruppe Georg von Holtzbrinck) zusammen mit der deutschen Verlagsgruppe Weltbild und einem Fonds der T-Venture Holding GmbH (über die T-Online International AG eine Risikokapital-Tochter der Deutschen Telekom AG) die damals defizitäre niederländische Landesgesellschaft von bol zu jeweils gleichen Teilen. Das Management der Gesellschaft wurde am Unternehmen beteiligt und führte die Geschäfte in eigener Verantwortung weiter.
Im Dezember 2006 veräußerte der T-Online-Fonds seine Anteile an die Verlagsgruppen Georg von Holtzbrinck und Weltbild. bol.com gehörte seither den Verlagsgruppen Georg von Holtzbrinck und Weltbild zu gleichen Teilen. Im April 2009 veräußerten Holtzbrinck und Weltbild ihre Anteile an den Investmentfonds Cyrte Investments. Cyrte Investments wurde 2000, ursprünglich unter dem Namen Talpa Capital, als Family-Office von Fernsehproduzent John de Mol gegründet und ist seit 2007 im Besitz des niederländischen Versicherungskonzerns Delta Lloyd, welcher zum Großteil der Aviva-Gruppe gehört. 2012 wurde bol.com vom niederländischen Handelskonzern Ahold (Albert Heijn Holding) übernommen.

## Logo
bol.com hat geschichtlich bedingt dasselbe Markenlogo wie bol.de, bol.at und bol.ch, welches heute allesamt Marken der Buchhandelskette Thalia sind.